# Mike Lofgren
Mike Lofgren ist ein US-amerikanischer Autor und früherer Assistent der Republikanischen Partei im Kongress. Er ging im Mai 2011 nach 28 Jahren der Arbeit in der Kongressverwaltung in den Ruhestand. Seine Schriften, die er nach seiner Pensionierung veröffentlichte, kritisieren die Politik der Vereinigten Staaten und besonders die Republikanische Partei.

## Studium
Lofgren erwarb akademische Abschlüsse in Geschichte an der Universität Akron. Er war Stipendiat der Fulbright Stiftung und studierte Europäische Geschichte an der Universität Bern und der Universität Basel in der Schweiz. Er ist außerdem Absolvent des Strategie- und Politikprogamms des Naval War College.

## Politische Laufbahn
Lofgren begann seine Laufbahn 1983 in der Legislative des US-amerikanischen politischen Systems als militärrechtlicher Assistent des damaligen Abgeordneten John Kasich. 1994 war er Mitglied des Readiness Unterausschusses des Ausschusses für die Bewaffneten Streitkräfte.
Von 1995 bis 2004 war er Haushaltsspezialist für den Bereich Äußere Sicherheit bei den Mitarbeitern des Haushaltsausschusses der republikanischen Mehrheitspartei.

## Schriften

### Goodbye to All That: Reflections of a GOP Operative Who Left the Cult (2011)
Im September 2011 veröffentlichte Lofgren den Essay Goodbye to All That: Reflections of a GOP Operative Who Left the Cult auf der Internetseite Truthout. In diesem Aufsatz stellt er dar, wie sehr er bei seiner Pensionierung vom Drang der Republikanischen Partei schockiert war, politische Ziele zu verfolgen, die der Zukunft des Landes großen Schaden brächten, und er war voller Verachtiung gegenüber den Demokraten und ihrer Unfähigkeit, den Republikanern Einhalt zu gebieten („headlong rush of Republicans to embrace policies that are deeply damaging to this country's future; and contemptuous of the feckless, craven incompetence of Democrats in their half-hearted attempts to stop them.“). Er warf beiden politischen Parteien vor, dass sie in ihrer Abhängigkeit von Lobbygruppen innerlich völlig verfault seien ("rotten captives to corporate loot"), aber während er den Demokraten im Wesentlichen politische Schwäche und Realitätsferne vorwarf, unterstellte er den Republikanern, sie würden sich immer mehr zu einer Art apokalyptischen Kultgemeinde entwickeln. Nach seiner Darstellung seien die Republikaner ausschließlich an ihren reichen Spendern interessiert, dem Krieg zugeneigt und auf antiintellektuelle, religiös fundamentalistische und wissenschaftsfeindliche Gruppierungen ausgerichtet. Lofgren schrieb, die Tea Party sei voller Irrsinniger, und Juristen benutzten die Routinewahlen, um die Schuldengrenze weiter anzuheben, was der Kongress seit dem Ende des Zweiten Weltkriegs 87 Mal getan habe, um so eine völlig künstliche Haushaltskrise zu verursachen.
Der Essay traf auf große Aufmerksamkeit der Medien, da Lofgren ein langjähriger Mitarbeiter der Republikanischen Partei gewesen war. Lofgren benutzte in dem Essay nach eigener Aussage als erster den Ausdruck Deep State, um damit ein Netzwerk von Interessengruppen innerhalb der Regierung der USA und darüber hinaus zu bezeichnen, vor allem in der Wall Street und in Silicon Valley, die die Entscheidungen der Regierung in Fragen der Verteidigungspolitik, in der Handelspolitik und anderen politischen Bereichen bestimmen, ohne dabei auf die wirklichen Interessen des Volkes Rücksicht zu nehmen.

### The Party Is Over (2012)
2012 veröffentlichte Lofgren das Buch The Party Is Over: How Republicans Went Crazy, Democrats Became Useless and the Middle Class Got Shafted, das eine große Resonanz in der Öffentlichkeit hatte.
Die Washington Posts vergleicht Lofgrens Arbeit in ihrer Rezension mit früheren Untersuchungen: die These der Bereicherung der Oberschicht auf Kosten der Mittelschicht war schon im Zentrum des Buches „Up From Conservatism“ von Michael Lind gestanden. Der Einfluss des religiösen Fundamentalismus auf die republikanische Partei war in Kevin Phillips’ „American Theocracy“ (2006) untersucht worden und Thomas Frank hatte in „What’s the Matter With Kansas“ den Gebrauch gesellschaftspolitischer Streitthemen zur Mobilisierung der weniger gebildeten Wählerschichten für politische Führer untersucht, denen wenig an ihrem Wohlergehen liegt und ihre Lebensgrundlagen weiter unterminieren. Matt Taibbi hatte den „Zweiparteienbetrug“ gegeißelt und Lawrence Lessig hatte den Lobbyismus in „Republic, Lost“ als Totengräber der Demokratie konstatiert. Auch Lofgren ist der Meinung, dass Republikaner wie Demokraten nur „Wasserträger der Plutokraten“ seien, die den nationalen Reichtum in sinnlosen Kriegen verschwendeten und die Verfassung mit Füßen traten, indem sie Folter und außergerichtliche Inhaftierung und Tötung von Menschen in Kauf nahmen.

### The Deep State (2016)
Lofgrens zweites Buch mit dem Titel The Deep State: The Fall of the Constitution and the Rise of a Shadow Government wurde am 5. Januar 2016 veröffentlicht. Lofgren hält eine Revolution für notwendig, um die politische Lage so zu verändern, dass die ursprünglichen demokratischen Verhältnisse wiederhergestellt werden können.